# Смолянка (притока Серету)
Смолянка — невелика річка в Україні, в межах Тернопільського району Тернопільської області. Права притока Серету (басейн Дністра).

## Опис
Довжина річечки близько 9 кілометрів. Річище на значній протяжності каналізоване і випрямлене. Найбільш заболочена пригирлова частина. Живлення мішане, а притоки складаються з невеличких струмків. Річка замерзає на початку грудня, скресає до середини березня.

## Розташування
Витоки розташовані серед пагорбів на захід від села Тростянець Тернопільського району, на висоті бл. 370 м над рівнем моря. Тече переважно на схід. Впадає до Серету між Залізцями та селом Ренів.

## Населені пункти
Всі Тернопільського району Тернопільської області:
- Тростянець
- Залізці (південні околиці)

Смолянка протікає через територію Залозецької селищної громади

## Цікаві факти
За минулі століття воду річки використовували для сільського господарства (водяні млини, круподерки), та для виробництва сукна (сукнобійки). В сучасний період воду річки використовують для зрошення сільськогосподарських угідь (у посушливий літній період), також для домашніх потреб і розводять водоплавну птицю.